# Municipio de Adams (condado de Monroe)
El municipio de Adams (en inglés: Adams Township) es un municipio ubicado en el condado de Monroe en el estado estadounidense de Ohio. En el año 2010 tenía una población de 625 habitantes y una densidad poblacional de 10,74 personas por km².

## Geografía
El municipio de Adams se encuentra ubicado en las coordenadas 39°46′32″N 80°59′43″O / 39.77556, -80.99528. Según la Oficina del Censo de los Estados Unidos, el municipio tiene una superficie total de 58.21 km², de la cual 58,19 km² corresponden a tierra firme y (0,03 %) 0,02 km² es agua.

## Demografía
Según el censo de 2010, había 625 personas residiendo en el municipio de Adams. La densidad de población era de 10,74 hab./km². De los 625 habitantes, el municipio de Adams estaba compuesto por el 98,88 % blancos, el 0,32 % eran asiáticos y el 0,8 % eran de una mezcla de razas. Del total de la población el 0 % eran hispanos o latinos de cualquier raza.